# La setta dei vampiri - Le figlie dell'oscurità
La setta dei vampiri - Le figlie dell'oscurità è il 2º libro della saga di La setta dei vampiri di Lisa J. Smith, pubblicato nel 1996 negli Stati Uniti e nel 2009 in italiano.
Sul proprio sito l'autrice ha pubblicato una storia breve dal titolo Ash and Mary-Lynnette: Those Who Favor Fire, che fa da sequel al romanzo.

## Trama
Nella città di Briar Creek iniziano ad accadere strani fenomeni di amnesia tra gli abitanti e fatti inspiegabili che coincidono con l'arrivo di tre ragazze: Rowan, Kestrel e Jade Redfern. Le giovani sono vampire, dirette alla fattoria della zia Opal dopo essere scappate dalla loro famiglia e, in particolare, dal fratello Ash. La prima ad accorgersi dello strano comportamento delle ragazze è Mary-Lynette, la vicina di casa che, mentre osserva le stelle, suo passatempo preferito, le vede seppellire qualcosa, e teme che sia la zia delle ragazze. Intanto, Ash, insieme all'amico Quinn, raggiunge le sorelle per riportarle indietro, altrimenti dovrà ucciderle. Ash vuole sapere da Mary-Linnette perché le sorelle si trovano lì ma, incontrandosi, i due ragazzi rimangono colpiti l'uno dall'altra. Nonostante ciò, la ragazza mantiene un rapporto e un atteggiamento distaccati e scontrosi con Ash, perché teme di amarlo, e rivolge le sue attenzioni a Jeremy, suo amico di infanzia, cercando di dimenticare il vampiro. In seguito scopre che Jeremy è un licantropo che, non avendo accettato i confini del territorio di caccia tra lui e la zia Opal, ha ucciso l'anziana signora. Essendo venuta a galla la verità, il licantropo cerca di uccidere Ash e conquistare Mary-Lynette, e solo grazie l'aiuto di quest'ultima il vampiro riesce a salvarsi. La vicenda si conclude con la morte tramite il fuoco del licantropo e la storia d'amore tra Mary-Lynette ed Ash e quella tra il fratello della ragazza e Jade.

## Edizioni
- Lisa J. Smith, La setta dei vampiri. Le figlie dell'oscurità, Vertigo, 2009,  pp. 235 pagine, ISBN 978-88-541-1627-6.